# Gare de La Brillanne - Oraison
Gare de La Brillanne - Oraison vasútállomás Franciaországban, La Brillanne településen.

## Vasútvonalak
Az állomást az alábbi vasútvonalak érintik:
- Lyon-Perrache-Grenoble-Marseille-vasútvonal

## Kapcsolódó állomások
A vasútállomáshoz az alábbi állomások vannak a legközelebb:
- Gare de Manosque - Gréoux-les-Bains
- Gare de Château-Arnoux-Saint-Auban